# Сент Ищван (линеен кораб, 1914)
Сент Ищван (на немски: SMS Szent István) е Австро-Унгарски линеен кораб от времето на Първата световна война. Единственият и последен кораб от типа „Тегетхоф“, построен почти изцяло в унгарската част на Австро-унгарската империя.
Унгария е възнаградена с договора за построяване на линейния кораб в замяна на съгласието си за финансирането на корабите от типа „Тегетхоф“. Корабът е наречен на първия християнски крал на Унгария св. Стефан (Сент Ищван на унгарски).

## Построяване
Строителните работи по „Сент Ищван“ започват на 29 януари 1912 г. в корабостроителницата на „Ganz & Company's Danubius“ в град Фиуме (дн. Риека), (единствената голяма хърватска коробостроителница). Срокът за завършването на линеен кораб № VII (както е по проект) е определен за 30 юли 1914 г. Корабът обаче е предаден на флота със 17-месечно закъснение – отчасти поради забавяния, свързани с войната, отчасти поради различни технически проблеми, възникнали пред недостатъчно опитното корабостроително предприятие. В договора с компанията е включена специална клауза за построяването на дреднаута единствено от материали унгарско производство, в случай, че имат в необходимите количества и качества.
Корабът е завършен на 17 януари 1914 г., но името Сент Ищван получава на 13 декември 1915 г. (Първоначално Военноморският департамент името да бъде Хуняди – на името на известния унгарси пълководец. По-късно, ерцхерцог Франц Фердинанд, който се отличава с антиунгарската си позиция, предлага името Лаудон. В края на краищата лично императорът приема името Сент Ищван.). Построяването е свързано с големи разходи, тъй като корабостроителницата дотогава е изработвала само по-малки търговски кораби, и на свой ред трябва да бъде пригодена за построяването на по-големи съдове. Приет е на въоръжение на 17 ноември 1915 г.
Сент Ищван се различава от трите му кораба-близнаци по това, че има платформа, построена около предния комин и простираща се от мостика до задния комин, на която са инсталирани няколко прожектора. Друга отличителна черта е модифицираната вентилационна тръба пред гротмачтата. Той е единственият кораб от класа си, който не е съоръжен с противоторпедни мрежи.

## Потопяване
Базиран в Пола (дн. Пула), корабът участва в обичайното патрулиране и бомбардиране на италианското крайбрежие.
В 3.30 сутринта на 10 юни 1918 г., придружен от „Тегетхоф“ и 7 други кораба, напът да атакува Баража при Отранто, Сент Ищван е ударен от две 45-сантиметрови торпеда, изстреляни от италианския торпеден катер MAS-15, под командването на Луиджи Рицо (по-късни проучвания сочат, че има вероятност корабът да е ударен от 3 торпеда – две от MAS-15 и едно от MAS-21. Поради условията – здрач и т.н., MAS-21 вероятно е атакувал Сент Ищван, а не Тегетхоф. Информацията обаче не е потвърдена официално.). Голяма част от 1087-членния екипаж спи, почивайки си преди очакваната след няколко часа битка. Непосредственият хаос скоро е заменен от безумни опити да бъде спасен корабът, който бързо поема вода. Тегетхоф, който първо се е отдалечил поради опасността от нова торпедна атака, се завръща и взима Сент Ищван на буксир, в опит да достигнат сухия док в Пола.
Помпите обаче не успяват да се справят със задачата по изпомпването на нахлуващата вода и корабът бавно продължава да се наклонява, потъвайки в 6.12 ч. сутринта до остров Премуда. Счита се, че е потънал лесно поради грешките в дизайна на корабите от типа Тегетхоф: малка водоизместимост и високия център на тежестта, поради огромната тежест на 12-те 305-милиметрови оръдия от главния калибър. Все пак, само 89 души загиват, отчасти поради факта, че всички моряци от австро-унгарския флот задължително е трябвало да се научат да плуват, преди да постъпят на активна служба.
За последния половин час на кораба има архивни кадри, снимани от лейтенант Менсбургер от борда на Тегетхоф. Сент Ищван е един от само трите линейни кораба, чието потъване е филмирано, заедно с английския Баръм и американския Аризона. По-късно филмът е използван за набирането на пари за Червения кръст.